# Zlatenek
Zlatenek is een plaats in Slovenië en maakt deel uit van de gemeente Lukovica in de NUTS-3-regio Osrednjeslovenska. De plaats telde 49 inwoners op 1 januari 2020.